# Zalîvkî, Rohatîn
Zalîvkî (în ucraineană Заливки) este un sat în comuna Sarnîkî din raionul Rohatîn, regiunea Ivano-Frankivsk, Ucraina.

## Demografie
Componența lingvistică a localității Zalîvkî
     Ucraineană (100%)
Conform recensământului din 2001, toată populația localității Zalîvkî era vorbitoare de ucraineană (100%).